# Garcia (Catalogne)
Pour les articles homonymes, voir García.
Garcia est une commune de la province de Tarragone, en Catalogne, en Espagne, de la comarque de Ribera d’Ebre